# Upper Marlboro (Maryland)
Upper Marlboro es un pueblo situado en el condado de Prince George, Maryland, Estados Unidos. Tiene una población estimada, a mediados de 2023, de 703 habitantes.
Es la sede del condado.

## Geografía
La localidad está ubicada en las coordenadas 38°48′59″N 76°45′13″O / 38.81639, -76.75361 (38.816495, -76.75367).

## Demografía

### Censo de 2020
Según el censo de 2020, en ese momento la localidad tenía una población de 652 habitantes. La densidad de población era de 171.13 hab/km².
| Raza                   | Núm. | Porc.  |
| ---------------------- | ---- | ------ |
| Afroamericanos         | 388  | 59.5%  |
| Blancos                | 174  | 26.7%  |
| Amerindios             | 5    | 0.8%   |
| Asiáticos              | 6    | 0.9%   |
| De otras razas         | 43   | 6.6%   |
| De una mezcla de razas | 36   | 5.5%   |
| Total                  | 652  | 100.0% |

Del total de la población, el 8.0% eran hispanos o latinos de cualquier raza.

### Estimación 2019-2023
Según la estimación 2019-2023 de la Oficina del Censo, los ingresos medios de los hogares de la localidad son de $115,568 y los ingresos medios de las familias son de $119,583. Alrededor del 1.5% de la población está por debajo de la línea de pobreza.